# Atletismo nos Jogos Pan-Americanos de 1971 - Revezamento 4x100 m masculino
A prova do revezamento 4x100 m masculino nos Jogos Pan-Americanos de 1971 foi realizada em Cali, Colômbia.

## Medalhistas
| Ouro                                                           | Prata                                                             | Bronze                                                                 |
| JAM Jamaica Alfred Daley Don Quarrie Carl Lawson Lennox Miller | CUB Cuba Pablo Montes Hermes Ramírez Juan Morales Barbaro Bandomo | USA Estados Unidos Rod Milburn Willie Deckard Marshall Dill Ron Draper |

### Final
| Posição           | Nação              | Nomes                                                       | Tempo | Notas |
| ----------------- | ------------------ | ----------------------------------------------------------- | ----- | ----- |
| Medalha de ouro   | JAM Jamaica        | Alfred Daley, Don Quarrie, Carl Lawson, Lennox Miller       | 39.28 |       |
| Medalha de prata  | CUB Cuba           | Pablo Montes, Hermes Ramírez, Juan Morales, Barbaro Bandomo | 39.84 |       |
| Medalha de bronze | USA Estados Unidos | Rod Milburn, Willie Deckard, Marshall Dill, Ron Draper      | 39.84 |       |
| 4                 | PUR Porto Rico     |                                                             | 40.46 |       |
| 5                 | VEN Venezuela      |                                                             | 40.53 |       |
| 6                 | BAH Bahamas        |                                                             | 40.92 |       |
| 7                 | PER Peru           |                                                             | 41.10 |       |
| 8                 | ARG Argentina      |                                                             | 41.50 |       |